# Langham, Essex
Langham är en by och en civil parish i Colchester i Essex i England. Orten har 1 054 invånare (2001). Den har en kyrka.